# Paroisse de Canterbury
Cet article concerne la localité canadienne. Pour le village voisin, voir Canterbury (Nouveau-Brunswick). Pour les autres significations, voir Canterbury.
La paroisse de Canterbury est à la fois une paroisse civile et un ancien district de services locaux (DSL) canadien du comté d'York, située au centre du Nouveau-Brunswick. Dans le cadre de la réforme de la gouvernance locale du 1er janvier 2023, le DSL a été annexé au nouveau village de Lakeland Ridges.

## Toponyme

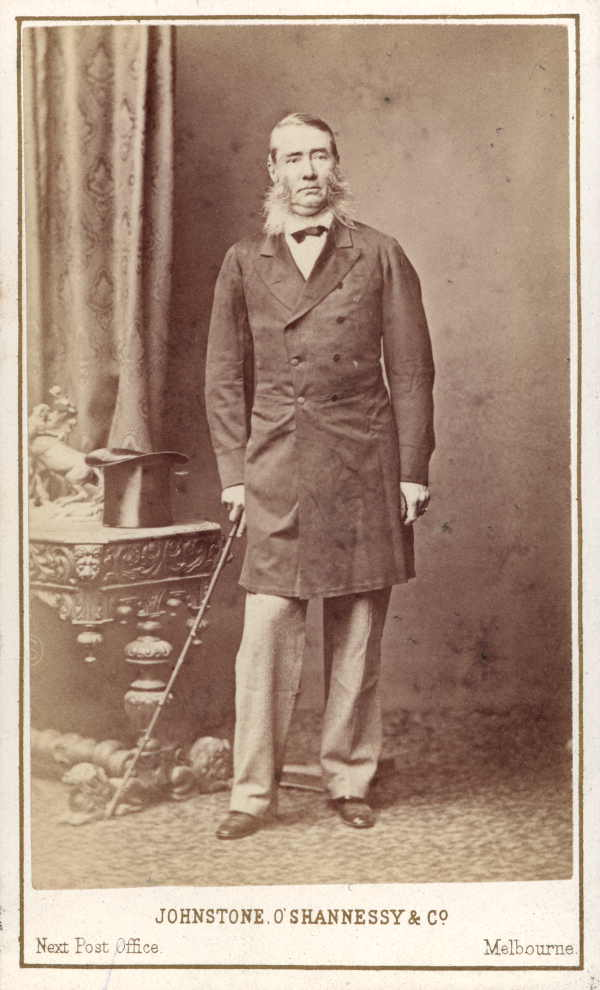
John Henry Thomas Manners-Sutton.

La paroisse est nommée ainsi en l'honneur de John Henry Thomas Manners-Sutton, qui fut lieutenant-gouverneur du Nouveau-Brunswick de 1854 à 1861 et qui remplaça son père au titre de Lord Canterbury en 1869. La paroisse donna son nom au village de Canterbury. De plus, la paroisse de Manners Sutton est nommée d'après la même personne.
La paroisse comprend les hameaux de California Settlement, Carroll Ridge, Dead Creek, Deer Lake, Dinnen Settlement, Dorrington Hill, Dow Settlement, Eel River Lake, Grant Settlement, Hartin Settlement, Johnson Settlement, Marne, Pocowogamis Settlement, Ritchie, Scott Siding et Skiff Lake. Dinnen Settlement, Lower Canterbury, Pocowogamis Settlement et Shogomoc ont disparu. Allandale Station était le nom d'une gare du Canadien Pacifique.
California Settlement a été nommé ainsi par des mineurs ayant travaillé en Californie vers 1850. Dow Settlement est possiblement nommé ainsi en l'honneur de Samuel Dow, maître des postes, ou de David Dow, un Loyaliste qui possédait trois terre à cet endroit. Eel River Lake s'appelait à l'origine Mackey Settlement, en l'honneur de William Mackey, propriétaire terrien. Le nom actuel fait référence à sa position au bord du Premier lac Eel. Grant Settlement est possiblement nommé en l'honneur de Herbert, Peter, George, William et Joseph Grant, qui possédaient tous des terres à cet endroit. Hartin Settlement est nommé ainsi en l'honneur de Thomas Hartin, un prêtre anglican qui encouragea la colonisation vers 1865. Lower Canterbury est nommé ainsi d'après sa position plus basse que le village de Canterbury par rapport au fleuve. Marne Settlement commémore possiblement des victoires alliées durant la Première Guerre mondiale. Le hameau s'appelait auparavant Grant's Crossing. Pocowagamis Settlement est nommé ainsi d'après sa position au bord du lac Pocowagamis, dont le nom malécite-passamaquoddy Pokowogamus signifie « étang boueux peu profond ». Scott Siding fait probablement référence à George et Hezekiah Scott, deux propriétaires terriens. Skiff Lake a été nommé ainsi d'après sa position sur le lac Skiff, lui-même nommé par John McAdam qui a trouvé une petite embarcation, probablement laissée par Titcomb durant son exploration de 1794.
L'origine des noms Carrol Ridge, Dead Creek, Deer Lake, Dinnen Settlement, Dorrington Hill, Johnson Settlement et Ritchie n'est pas connue.

## Géographie

### Situation
La paroisse de Canterbury est située sur la rive droite (sud) du fleuve Saint-Jean. Le village de Canterbury est enclavé au centre de la paroisse.

### Morphologie urbaine
Marne est situé directement à l'ouest du village. Scott Siding est situé à environ six kilomètres à l'ouest. Hartin Settlement est situé à deux kilomètres au sud de Scott Siding. Pocowogamis Settlement, qui était situé à douze kilomètres à l'ouest du village, près du lac Pocowogamis, est abandonné. Dow Settlement est situé près de l'intersection de la route 122 avec le chemin Creek, à 6,7 km au nord du village. Johnson Settlement est situé à un kilomètre plus à l'est, le long du chemin Johnson Settlement. Dorrington Hill est situé à quatre kilomètres au nord-est du village. Ritchie est situé le long du fleuve, à l'est de Meductic. Lower Canterbury et Shogomoc se trouvaient encore plus à l'est, à l'embouchure du ruisseau Shogomoc mais ils sont abandonnés. Grant Settlement est situé à 2,6 km à l'est du village, sur le chemin du même nom. Charlie Lake est situé au bord du lac Charlie, à sept kilomètres à l'est du village. Deer Lake est situé le long du chemin de fer, au bord du lac Deer, à dix kilomètres au sud-est du village. Il compte désormais une seule maison. California Settlement est situé à deux kilomètres au sud-ouest du village, le long de la route 122. Carroll Ridge est situé à 5,5 km au sud du village. Dead Creek est situé le long du chemin Upper Skiff Lake, au sud-ouest du village et au sud de Marne. Skiff Lake s'étend sur la rive occidentale du lac Skiff, près de la route 122 et à huit kilomètres au sud-ouest du village. Eel River Lake est situé sur la rive sud du Premier lac Eel, près de la route 112, à 16 kilomètres à l'ouest-sud-ouest du village. Grahams Corner est situé à 18 kilomètres à l'ouest-sud-ouest du village, le long de la route 122. Dinnen Settlement est situé à neuf kilomètres à l'ouest du village mais est abandonné.
Il y a plusieurs hameaux moins importants ainsi que des maisons isolées.

### Logement
La paroisse comptait 334 logements privés en 2006, dont 216 occupés par des résidents habituels. Parmi ces logements, 93,0 % sont individuels et 9,3 % des logements entrent dans la catégorie autres, tels que les maisons mobiles. 95,5 % des logements sont possédés alors que 4,5 % sont loués. 69,8 % ont été construits avant 1986 et 18,6 % ont besoin de réparations majeures. Les logements comptent en moyenne 7,1 pièces et aucun ne compte plus d'une personne habitant par pièce. Les logements possédés ont une valeur moyenne de 65 965 $, comparativement à 119 549 $ pour la province.

## Histoire
Selon la tradition orale, California Settlement est fondé par des mineurs de retour de Californie. La tradition orale affirme aussi que Dorrington Hill est fondé par des résidents du fleuve Saint-Jean. Il semble que ce soit aussi le cas de Pocowogamis Settlement, fondé en 1845. En 1851, les terres entourant les différents hameaux sont réservées pour le Chemin de fer Saint-Andrews et Québec, retardant leur expansion. Golden Ridge est fondé en 1863 par des « Skedaddlers », des déserteurs américains. Hartin Settlement est fondé vers 1865 par le révérend Thomas Hartin et peuplé vraisemblablement par des épiscopaliens originaires de différentes localités de la province.
La municipalité du comté d'York est dissoute en 1966. La paroisse de Canterbury devient un district de services locaux en 1967.

## Démographie
| 2001 | 2006 | 2011 | 2016 |
| ---- | ---- | ---- | ---- |
| 587  | 555  | 609  | 525  |

## Économie
Entreprise Carleton, membre du Réseau Entreprise, a la responsabilité du développement économique.

## Administration

### Comité consultatif
En tant que district de services locaux, la paroisse de Canterbury est administrée directement par le Ministère des Gouvernements locaux du Nouveau-Brunswick, secondé par un comité consultatif élu composé de cinq membres dont un président.

### Commission de services régionaux
La paroisse de Canterbury fait partie de la Région 12, une commission de services régionaux (CSR) devant commencer officiellement ses activités le 1er janvier 2013. Contrairement aux municipalités, les DSL sont représentés au conseil par un nombre de représentants proportionnel à leur population et leur assiette fiscale. Ces représentants sont élus par les présidents des DSL mais sont nommés par le gouvernement s'il n'y a pas assez de présidents en fonction. Les services obligatoirement offerts par les CSR sont l'aménagement régional, l'aménagement local dans le cas des DSL, la gestion des déchets solides, la planification des mesures d'urgence ainsi que la collaboration en matière de services de police, la planification et le partage des coûts des infrastructures régionales de sport, de loisirs et de culture; d'autres services pourraient s'ajouter à cette liste.

### Représentation et tendances politiques
Nouveau-Brunswick: La paroisse de Canterbury fait partie de la circonscription provinciale de Woodstock, qui est représentée à l'Assemblée législative du Nouveau-Brunswick par David Alward, premier ministre du Nouveau-Brunswick et chef du Parti progressiste-conservateur. Il fut élu la première fois lors de l'élection générale de 1999 puis réélu depuis ce temps, la dernière fois en 2010, où il est devenu premier ministre.
 Canada: La paroisse de Canterbury fait partie de la circonscription électorale fédérale de Tobique—Mactaquac, qui est représentée à la Chambre des communes du Canada par Michael Allen, du Parti conservateur. Il fut élu lors de la 39e élection générale, en 2006, et réélu en 2008.

## Vivre dans la paroisse de Canterbury
Le DSL est inclus dans le territoire du sous-district 10 du district scolaire Francophone Sud. Les écoles francophones les plus proches sont à Fredericton alors que les établissements d'enseignement supérieurs les plus proches sont dans le Grand Moncton.
Le détachement de la Gendarmerie royale du Canada le plus proche est à Woodstock. Le bureau de poste le plus proche est quant à lui à Canterbury.
Les anglophones bénéficient des quotidiens Telegraph-Journal, publié à Saint-Jean, et The Daily Gleaner, publié à Fredericton. Ils ont aussi accès au bi-hebdomadaire Bugle-Observer, publié à Woodstock. Les francophones ont accès par abonnement au quotidien L'Acadie nouvelle, publié à Caraquet, ainsi qu'à l'hebdomadaire L'Étoile, de Dieppe.

## Architecture et monuments
Il y a une attraction de bord de route à Temple: une sculpture représentant un étalon.